# Mirante do Excelsior
Mirante do Excelsior é um mirante localizado no Parque Nacional da Tijuca, no Rio de Janeiro.
Localizado no fim da Estrada do Excelsior, próximo à Cachoeira das Almas, foi construído no século XIX pelo barão Gastão d'Escragnolle durante o processo de reflorestamento da região. O nome é uma referência ao poema Excelsior (1841), do escritor americano Henry Wadsworth Longfellow.
Do local é possível avistar parte da Zona Norte do Rio de Janeiro e a Baía da Guanabara.